# Cuộc đua xe đạp tranh Cúp truyền hình Thành phố Hồ Chí Minh 2005
Cuộc đua xe đạp toàn quốc tranh Cúp truyền hình Thành phố Hồ Chí Minh 2005 là giải đấu lần thứ 17 của Cuộc đua xe đạp toàn quốc tranh Cúp truyền hình Thành phố Hồ Chí Minh do Ban Thể dục - Thể thao, Đài Truyền hình Thành phố Hồ Chí Minh và Tổng cục Thể dục thể thao Việt Nam phối hợp tổ chức, diễn ra từ ngày 16 tháng 4 đến ngày 30 tháng 4 năm 2005. Cuộc đua gồm 14 chặng với tổng lộ trình 1497 km, đi từ Thành phố Hồ Chí Minh đến Quy Nhơn (Bình Định) và đi qua các tỉnh Tây Nguyên trước khi về lại Thành phố Hồ Chí Minh. Tổng cộng có 17 đội đua tham gia cuộc đua lần này, bao gồm 16 đội trong nước và 1 đội quốc tế.

## Công bố
Thông tin về Cuộc đua xe đạp toàn quốc tranh Cúp Truyền hình Thành phố Hồ Chí Minh 2005 được công bố vào ngày 7 tháng 4 năm 2005 trong một cuộc họp báo trước khi khởi tranh giải. Ban tổ chức đã công bố lộ trình cuộc đua với tổng lộ trình dài 1497 km.
Đài Truyền hình Thành phố Hồ Chí Minh cho biết việc tổ chức này nằm trong Chương trình Lễ quốc gia kỷ niệm 30 năm ngày Giải phóng miền Nam - Thống nhất đất nước, và hưởng ứng 119 năm ngày Quốc tế Lao động.

## Danh sách tham dự
Cuộc đua lần thứ 17 quy tụ các đội đua:
- Agifish An Giang (AAG)
- Bảo vệ thực vật An Giang (BAG)
- Bảo vệ thực vật Sài Gòn - Dofilm (BSG)
- Trẻ Bảo vệ thực vật Sài Gòn - Dofilm (TBS)
- Bưu điện Bến Tre (BBT)
- Cao su Bình Long (CBL)
- Cần Thơ (CTH)
- Domesco Đồng Tháp (DDT)
- Trẻ Domesco Đồng Tháp (DDT)
- Trẻ Thành phố Hồ Chí Minh (THC)
- Hà Nội (HAN)
- Khách sạn Thanh Bình (KTB)
- Quân khu 7 (QK7)
- Quận 1 (QU1)
- Xổ số kiến thiết Tiền Giang (XTG)
- Vĩnh Long (VLG)
- Seoul, Hàn Quốc (KOR)

## Lộ trình và kết quả từng chặng
| Chặng | Ngày       | Đoạn đường                                                              | Khoảng cách      | Kết quả từng chặng     | Kết quả từng chặng     | Kết quả từng chặng    |
| Chặng | Ngày       | Đoạn đường                                                              | Khoảng cách      | Nhất                   | Nhì                    | Ba                    |
| ----- | ---------- | ----------------------------------------------------------------------- | ---------------- | ---------------------- | ---------------------- | --------------------- |
| 1     | 16 tháng 4 | Đua cá nhân tính giờ tại Khu chế xuất Tân Thuận (Thành phố Hồ Chí Minh) | 4,5 km           | Mai Công Hiếu (DDT)    | Park Sung-baek (KOR)   | Suh Seoh-kyu (KOR)    |
| 2     | 17 tháng 4 | Thành phố Hồ Chí Minh đi Phan Thiết (Bình Thuận)                        | 185 km           | Park Sung-baek (KOR)   | Suh Seoh-kyu (KOR)     | Đỗ Tuấn Anh (DDT)     |
| 3     | 18 tháng 4 | Phan Thiết đi Phan Rang (Ninh Thuận)                                    | 147 km           | Park Sung-baek (KOR)   | Kim Jae-in (KOR)       | Nguyễn Nam Cực (BSG)  |
| 4     | 19 tháng 4 | Phan Rang đi Nha Trang (Khánh Hòa)                                      | 102 km           |                        |                        |                       |
| 5     | 20 tháng 4 | Đua đồng đội tính giờ tại Nha Trang                                     | 24 km            |                        |                        |                       |
| 6     | 21 tháng 4 | Nha Trang đi Tuy Hòa (Phú Yên)                                          | 120 km           | Park Sung-baek (KOR)   | Nguyễn Quốc Dũng (TBS) |                       |
| 7     | 22 tháng 4 | Tuy Hòa đi Quy Nhơn (Bình Định)                                         | 101 km           | Suh Seoh-kyu (KOR)     | Mai Công Hiếu (DDT)    | Lưu Quốc Vinh (BSG)   |
| 8     | 23 tháng 4 | Quy Nhơn đi Gia Lai                                                     | 167 km           | Suh Seoh-kyu (KOR)     |                        |                       |
| 9     | 24 tháng 4 | Gia Lai đi Đắk Lắk                                                      | 180 km           | Lâm Công Danh (BAG)    | Lee Won-jae (KOR)      |                       |
| —     | 25 tháng 4 | Nghỉ tại Đắk Lắk                                                        | Nghỉ tại Đắk Lắk | Nghỉ tại Đắk Lắk       | Nghỉ tại Đắk Lắk       | Nghỉ tại Đắk Lắk      |
| 10    | 26 tháng 4 | Đắk Lắk đi Bản Đôn (Đắk Lắk)                                            | 89 km            | Park Sung-baek (KOR)   |                        |                       |
| 11    | 27 tháng 4 | Lâm Hà (Lâm Đồng) đi Đà Lạt (Lâm Đồng, đèo Prenn)                       | 69 km            | Park Sung-baek (KOR)   | Nguyễn Văn Tài ( DDT)  | Mai Công Hiếu (DDT)   |
| 12    | 28 tháng 4 | Vòng đua quanh hồ Xuân Hương (Đà Lạt) (10 vòng x 5,1 km)                | 51 km            | Dương Thiện Hùng (BAG) | Lee Won-jae (KOR)      |                       |
| 13    | 29 tháng 4 | Đà Lạt đi Bảo Lộc (Lâm Đồng)                                            | 101 km           | Park Sung-baek (KOR)   |                        |                       |
| 14    | 30 tháng 4 | Bảo Lộc đi Thành phố Hồ Chí Minh                                        | 161 km           | Dương Thiện Hùng (BAG) | Trần Văn Ngọc Ẩn (XTG) | Mai Nguyễn Hưng (KTB) |

## Xếp hạng chung cuộc
|                   | Nhất                             | Nhì                              | Ba                               | Tham khảo |
| ----------------- | -------------------------------- | -------------------------------- | -------------------------------- | --------- |
| Áo vàng           | Suh Seoh-kyu (KOR)               | Lee Won-jae (KOR)                | Park Sung-baek (KOR)             | [ 9 ]     |
| Áo chấm đỏ        | Trịnh Phát Đạt (DDT)             | Trịnh Phát Đạt (DDT)             | Trịnh Phát Đạt (DDT)             | [ 9 ]     |
| Áo xanh           | Park Sung-baek (KOR)             | Park Sung-baek (KOR)             | Park Sung-baek (KOR)             | [ 9 ]     |
| Giải đồng đội     | Seoul, Hàn Quốc                  | Domesco Đồng Tháp                | Bảo vệ thực vật Sài Gòn - Dofilm | [ 9 ]     |
| Giải phong cách   | Bảo vệ thực vật Sài Gòn - Dofilm | Bảo vệ thực vật Sài Gòn - Dofilm | Bảo vệ thực vật Sài Gòn - Dofilm | [ 9 ]     |
| Giải VĐV ấn tượng | Trương Quốc Thắng (KTB)          | Trương Quốc Thắng (KTB)          | Trương Quốc Thắng (KTB)          | [ 9 ]     |

## Truyền hình
Các chặng đua được truyền hình trực tiếp trên kênh HTV9. Trong cuộc đua lần này, 5 phút cuối của tất cả các chặng được truyền hình trực tiếp.

## Nhà tài trợ
- Bến Thành Gold
- Tribeco
- Thép Pomina